# Murfeld
Murfeld è un comune austriaco di 1 658 abitanti nel distretto di Südoststeiermark, in Stiria.

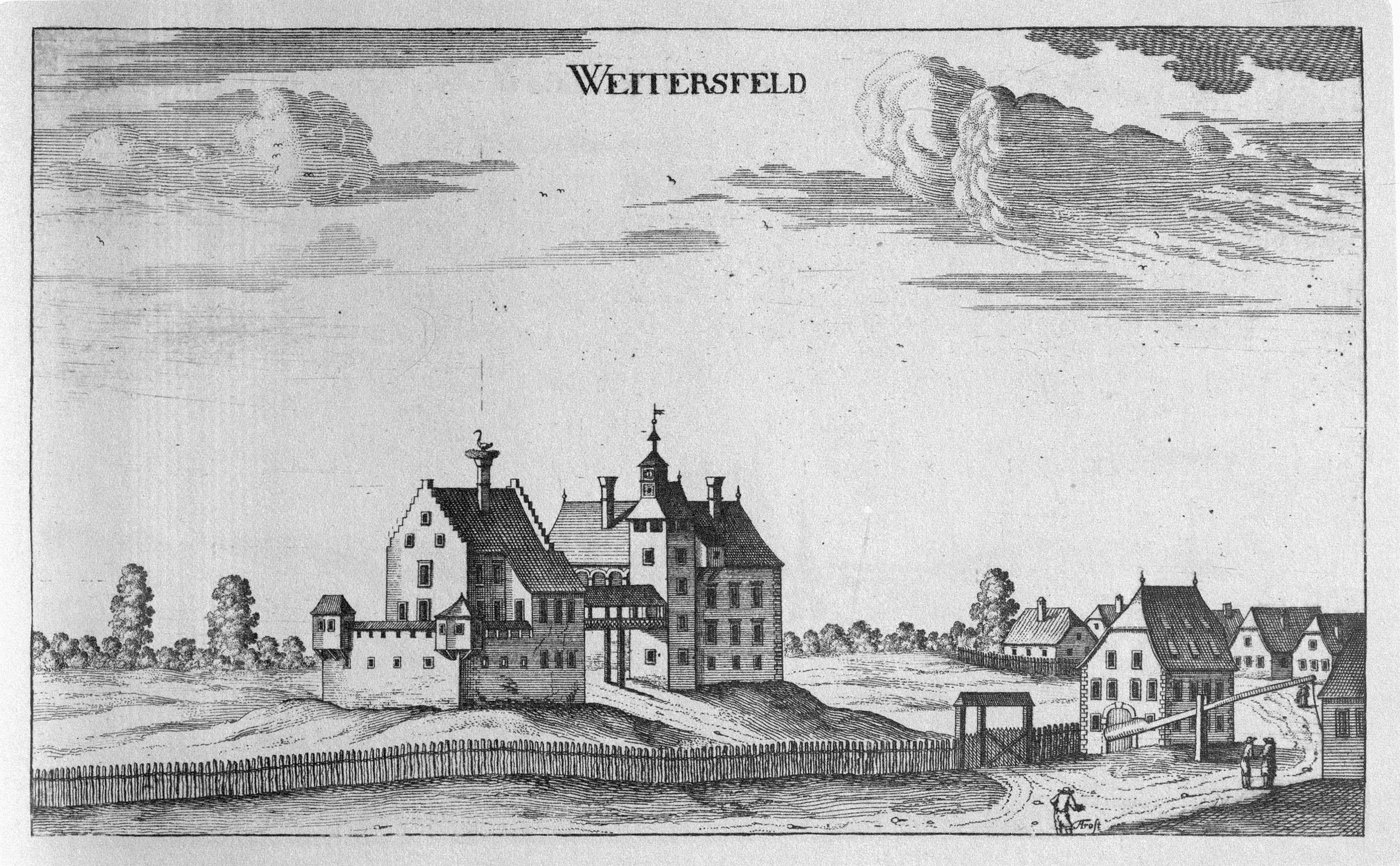
La frazione di Weitersfeld an der Mur nella Topographia Ducatus Stiriae di G. M. Vischer, 1681